# Santa Cruz de Paniagua
Santa Cruz de Paniagua – gmina w Hiszpanii, w prowincji Cáceres, w Estramadurze, o powierzchni 83,81 km². W 2011 roku gmina liczyła 291 mieszkańców.